# 外様
外様（とざま）とは、本来の意味は日本の歴史上において、主君（上位権力者）を中心とした主従関係の中で、主君の親族・一門や、累代にわたり仕えてきた譜第（譜代）と比較し、疎遠にある者（家臣）を指していた。
武家社会や朝廷が消滅した現代の日本においても、比喩的に「外様」の語が使用されることがある。

## 明治時代以前

### 鎌倉時代
鎌倉幕府において実権を掌握した執権北条氏（特に得宗家）の直臣を「御内人」と呼んだのに対し、将軍と主従関係を持つ一般の御家人のことを指して「外様」と称した。御内人平頼綱と幕府御恩奉行安達泰盛との対立に端を発する霜月騒動は、御内人と安達氏を中心とする外様勢力との抗争としての一面を有した。

### 室町時代
室町幕府においては、足利将軍家と元々関係が希薄であった守護大名（相伴衆や国持衆に列していない）を「外様衆」と称した。また、この頃から朝廷においても天皇との親疎によって譜代に相当する「内々」と「外様」に分類されるようになり、役職や宮中行事において格差を付けられたとされている。
また、南北朝時代や戦国時代の内乱を通じて、大名が周辺の有力な地頭や国人を自発的あるいは軍事的に取り込んでいく過程において、家臣団に編入された者たちも「外様」と称するようになった。

### 江戸時代
江戸幕府においては、関ヶ原の戦い後に徳川氏に臣従した「上方衆」と呼ばれる旧織田系・豊臣系大名や、地方の名門・旧家の大名を指して「外様大名」と称した。
また朝廷においても、公家の中で天皇との親疎によって「内々」と「外様」の区別が設けられるが、次第に実際の親疎とは切り離されて家ごとに固定化され、家格を示すものに変化していった。

## 比喩的用法
現代の日本においては、組織や団体に後から参加した個人や集団を、比喩的に「外様」と呼ぶことがある。
例えば日本のプロ野球では、生え抜きではなく他チームから移籍してきた選手や指導者が、マスメディアやファンから「外様」と呼ばれる場合がある。